# Willi Bredel
Willi Bredel (Hamburg, 1901. május 2. – Kelet-Berlin, 1964. október 27.) német politikus, író és újságíró. A nácik hatalomra jutása után Hamburgban koncentrációs táborba került. 1934-es szabadulása után Csehszlovákián keresztül a Szovjetunióba menekült. Részt vett a spanyol polgárháborúban, a második világháborúban a szovjet oldalon harcolt. A háború után Kelet-Németországban telepedett le, itt írta műveit és politizált, a parlamentnek is tagja volt.

## Magyarul
- Ernst Thälmann. Politikai életrajz; ford. Schiller Dénesné; Szikra, Bp., 1950
- Próbatétel. Regény; ford. Zólyomi Antal; Magyar Könyvtár, Pozsony, 1952
- Ötven nap. Elbeszélés; ford. Máthé Lydia; Szépirodalmi, Bp., 1952
- Ernst Thälmann. Politikai életrajz Walter Ulbricht 1949. augusztus 18-án tartott emlékbeszédével; függelék: Ernst Thälmann levele. Válasz egy bautzeni fogolytárs levelére; bev. Wilhelm Pieck, ford. Szilágyi András; Állami Irodalmi és Művészeti Kiadó, Bukarest, 1953
- Az apák. Regény; ford. Nadányi Zoltán; Szépirodalmi, Bp., 1953
- A fiúk. Regény; ford. Nadányi Zoltán, Sós Endre; Új Magyar Kiadó, Bp., 1955
- Az apák. Regény; ford. Nadányi Zoltán; 2., átdolg. kiad; Új Magyar Kiadó, Bp., 1955
- Az unokák. Regény; ford. Fónagy Iván; Új Magyar Kiadó, Bp., 1956
- Új fejezet. Regény; ford. Fáy Árpád; Kossuth, Bp., 1962 (Pártmunkások könyvtára)